# Drzewa i poszycie
Drzewa i poszycie (hol. Kreupelhout, ang. Trees and Undergrowth) – dwa obrazy Vincenta van Gogha namalowane latem 1887 podczas pobytu artysty w Paryżu.
Nr kat.: F 307, JH 1318; F 309a, JH 1312.

## Historia
Na malarstwo van Gogha duży wpływ wywarli impresjoniści, z którymi zetknął się i których dzieła poznał podczas dwuletniego pobytu w Paryżu, od marca 1886 do początku 1888. Dzięki temu mógł nauczyć się konsekwentnego podziału tonów i wybierać z nowych środków to, co mu było potrzebne i przetwarzać na swój sposób, dostosowując do własnej koncepcji malarskiej. Sceny leśne były popularnym motywem impresjonistów.

## Opis
Van Gogh malując obraz Drzewa i poszycie wykorzystał swoje doświadczenia z impresjonizmem we własny sposób. Za pomocą bezładnej mieszaniny zielonych i żółtych plam dał imponujący obraz natury. Cienkie, jasnofioletowe pnie drzew oddane przy pomocy długich pociągnięć pędzla są otoczone przez niemal nieprzeniknioną masę listowia, przez które prześwituje żółte światło słoneczne. Jasnofioletowe kreski oraz żółte i zielone punkty wyodrębniają na pierwszym planie niskie zarośla, za którymi rozciąga się gęsty zagajnik mieniący się w promieniach słonecznych.
Gra promieni słonecznych przezierających przez gęstwinę liści stworzyła artyście możliwość eksperymentowania z różnymi odcieniami zieleni, którą uwydatnia biel, żółć, a nawet czerwień.